# Ascarophis nasonis
Ascarophis nasonis is een rondwormensoort uit de familie van de Cystidicolidae. De wetenschappelijke naam van de soort is voor het eerst geldig gepubliceerd in 1981 door Machida.